# The Happiest Days of Our Lives
«The Happiest Days Of Our Lives» és una cançó de Pink Floyd, inclosa al seu onzè àlbum, The Wall, del 1979. És el quart tema de la cara A del primer disc de l'àlbum, anant després de «Another Brick in the Wall, Pt.1» i abans de «Another Brick in the Wall, Pt. 2», i té una duració d'un minut i 46 segons. Va ser escrita per Roger Waters.

## Argument
Al igual que la resta de The Wall, «The Happiest Days Of Our Lives» tracta la vida de Pink, l'estrella de rock fícticia i atrapada en el seu mur ("wall") imaginari. Concretament, a aquesta cançó es parla de la infància i adolescència de Pink, a les quals assistia a una escola amb professors molt estrictes i sovint violents. Roger Waters va dir en una entrevista que per escriure la lletra es va basar en la seva pròpia experiència a l'escola durant els anys seixanta.

## Composició
Durant el primers 12 segons d'aquest tema es pot escoltar el final de l'anterior, «Another Brick In The Wall, Pt. 1» Al segon quatre de la cançó es comença a sentir l'efecte de so d'un helicòpter, que puja de volum lleugerament fins que, després de gairebé mig minut sonant, s'atura abruptament. Just abans d'això, aproximadament quan fa 25 segons que ha començat la cançó, s'escolta a Waters cridant, representant un professor estricte, amb un efecte de so de reverbació inversa. És quan deixa de cridar que l'helicòpter para i comença a sonar la música en si, que consta d'una guitarra elèctrica, un baix elèctric i una bateria; en tonalitat de Re menor. Després, cap al minut 1:33, a la transició a «Another Brick In The Wall, Pt. 2», canvia a la relativa major, Fa major, i comencen uns cors i múltiples redoblaments de la bateria de Nick Mason. El tema acaba amb un crit agut de Waters, que connecta amb la cançó següent.

## Personal
- Richard Wright: Clavinet, sintetitzador, orgue Hammond
- David Gilmour: Guitarres
- Nick Mason: Tom de terra, caixa i bombo
- Roger Waters: Baix elèctric, veu principal, cors, veus secundàries
- James Guthrie: Xarleston i plats[6]